# Toxorhina prolongata
Toxorhina prolongata är en tvåvingeart som beskrevs av Alexander 1938. Toxorhina prolongata ingår i släktet Toxorhina och familjen småharkrankar. Inga underarter finns listade i Catalogue of Life.